# Tehnica resetării
Tehnica resetării sau tehnica butonului de resetare este un mijloc narativ prin care este întreruptă continuitatea unei opere de ficțiune iar toate personajele și situațiile sunt readuse la acel status quo în care se aflau înainte de introducerea unei anumite schimbări majore.

## Scop și exemple
Folosită adesea în serialele de ficțiune (seriale de televiziune science-fiction sau soap-opera, seriale de animație sau seriale de benzi desenate etc), scopul acestei tehnici este de a permite elaborarea unor schimbări dramatice prin care trec personajele sau universul ficțional respectiv și care altfel ar afecta ireversibil continuitatea serialului. Telespectatorii pot experimenta astfel moartea personajului principal, ceea ce nu ar fi altfel posibil fără încheierea serialului respectiv. Exemplele de folosire a acestei tehnici cuprind secvențele care se petrec în vis, într-un univers alternativ, reveriile, călătoria în timp sau halucinațiile. 

## Tehnica resetării în serialele de televiziune
Datorită libertății de creație pe care o aduce, această tehnică este populară în domeniul serialelor science-fiction, permițând scenariștilor să introducă personajele în numeroase situații cu final dramatic fără a afecta continuitatea firului narativ. 
Astfel, în cel de-al 60-lea episod al serialului Star Trek:Enterprise, "Twilight/Crepuscul", întâlnirea dintre Enterprise și o anomalie spațială le oferă telespectatorilor serialului ocazia de a experimenta o line temporală alternativă cu un final sumbru. Cortexul cerebral al căpitanului Archer este infestat de paraziți care trăiesc în subspațiu, fiind imuni la tratamentele clasice și care provoacă amnezie anterogradă, împiedicând fixarea amintirilor noi. Această situație duce la preluarea conducerii de către T'Pol, însă misiunea de a descoperi la timp arma Xindi și de a o anihila eșuează iar Pământul este distrus. 12 ani trec iar doctorul Phlox descoperă atât un tratament dar și faptul că unul dintre paraziții distruși de radiația folosită a dispărut nu numai din creierul lui Archer dar și din scanările anterioare, ca și când n-ar fi existat niciodată, demonstrând că paraziții distruși în prezent dispar și în trecut. Astfel este posibil ca tratându-l pe Archer în prezent, acesta să nu se mai îmbolnăvească în trecut și rămânând la comanda navei să reușească să împiedice 
distrugerea Pământului. Xindi atacă ultimii supraviețuitori ai civilizației umane iar protagoniștii serialului mor eroic în luptă, nu înainte ca Phlox, T'Pol și Archer să fi programat nava să creeze o implozie în subspațiu care să elimine toți paraziții. Planul reușește iar explozia navei readuce firul narativ cu 12 ani în urmă, acțiunea fiind astfel resetată.
Un exemplu cunoscut publicului din România de resetare neplanificată o constituie "învierea" personajului Bobby din serialul Dallas, un lung șir de episoade din serial care conțineau acțiunea de după moartea acestui personaj fiind transformate într-un vis al soției acestuia.